# Circolo Sportivo Ponziana Trieste 1951-1952
Questa voce raccoglie le informazioni riguardanti il Circolo Sportivo Ponziana Trieste nelle competizioni ufficiali della stagione 1951-1952.

## Rosa
| N. |                   | Ruolo | Calciatore  |
| -- | ----------------- | ----- | ----------- |
|    | Italia (bandiera) | D     | M. Antonaz  |
|    | Italia (bandiera) | D     | G. Bertoia  |
|    | Italia (bandiera) | A     | M. Cocavich |
|    | Italia (bandiera) | A     | L. Disman   |
|    | Italia (bandiera) | A     | G. Ferro    |
|    | Italia (bandiera) | P     | A. Furlan   |
|    | Italia (bandiera) | A     | F. Kert     |
|    | Italia (bandiera) | A     | S. Mislei   |

| N. |                   | Ruolo | Calciatore     |
| -- | ----------------- | ----- | -------------- |
|    | Italia (bandiera) | C     | U. Pecile      |
|    | Italia (bandiera) | C     | S. Ponis       |
|    | Italia (bandiera) | A     | E. Purich      |
|    | Italia (bandiera) | A     | Italo Rusconi  |
|    | Italia (bandiera) | C     | G. Ruzzier     |
|    | Italia (bandiera) | A     | Angelo Solazzo |
|    | Italia (bandiera) | A     | Mario Tribuzio |
|    | Italia (bandiera) | C     | O. Vianello    |